# Cramer Gáspár
Cramer Gáspár (Crammer Gáspár) (16. század – 17. század) jogász
Lőcse egyik legelőkelőbb patricius családjának tagja, 1616–1618-ban városi tanácsos, 1619–1620. 1630-1631. és 1636–1637-ben város bírája, a közbeeső években és 1634-től 1644-ben történt halálaig folytonosan tanácsos és a törvényszék elnöke volt Lőcsén. Egy ideig az ottani gimnáziumot is igazgatta.
Kézirati munkái, melyeket Schwarz után Horányi Elek is említ, még nem kerültek elő. Hain Gáspár őt krónikája címlapján mint szepes-lőcsei naplóirót is említi.